# すべり台 (森翼の曲)
『すべり台』（すべりだい）は、森翼の2ndシングルである。2008年11月19日発売。

## 概要
- 前作から6ヶ月ぶりのシングルである。

## 収録曲
全曲 作詞/作曲：森翼 編曲：鈴木Daichi秀行
1. すべり台
2. つながる合言葉
3. ガラクタ
4. すべり台（INSTRUMENTAL）
5. つながる合言葉 （INSTRUMENTAL）

## タイアップ
すべり台
テレビ東京系アニメ『家庭教師ヒットマンREBORN!』10thエンディングテーマ

## テレビ披露
| 番組名        | 日付           | 放送局 | 楽曲     |
| ------------- | -------------- | ------ | -------- |
| ライブ R-ゼロ | 2008年11月25日 | TBS    | すべり台 |